# Деревня Попай

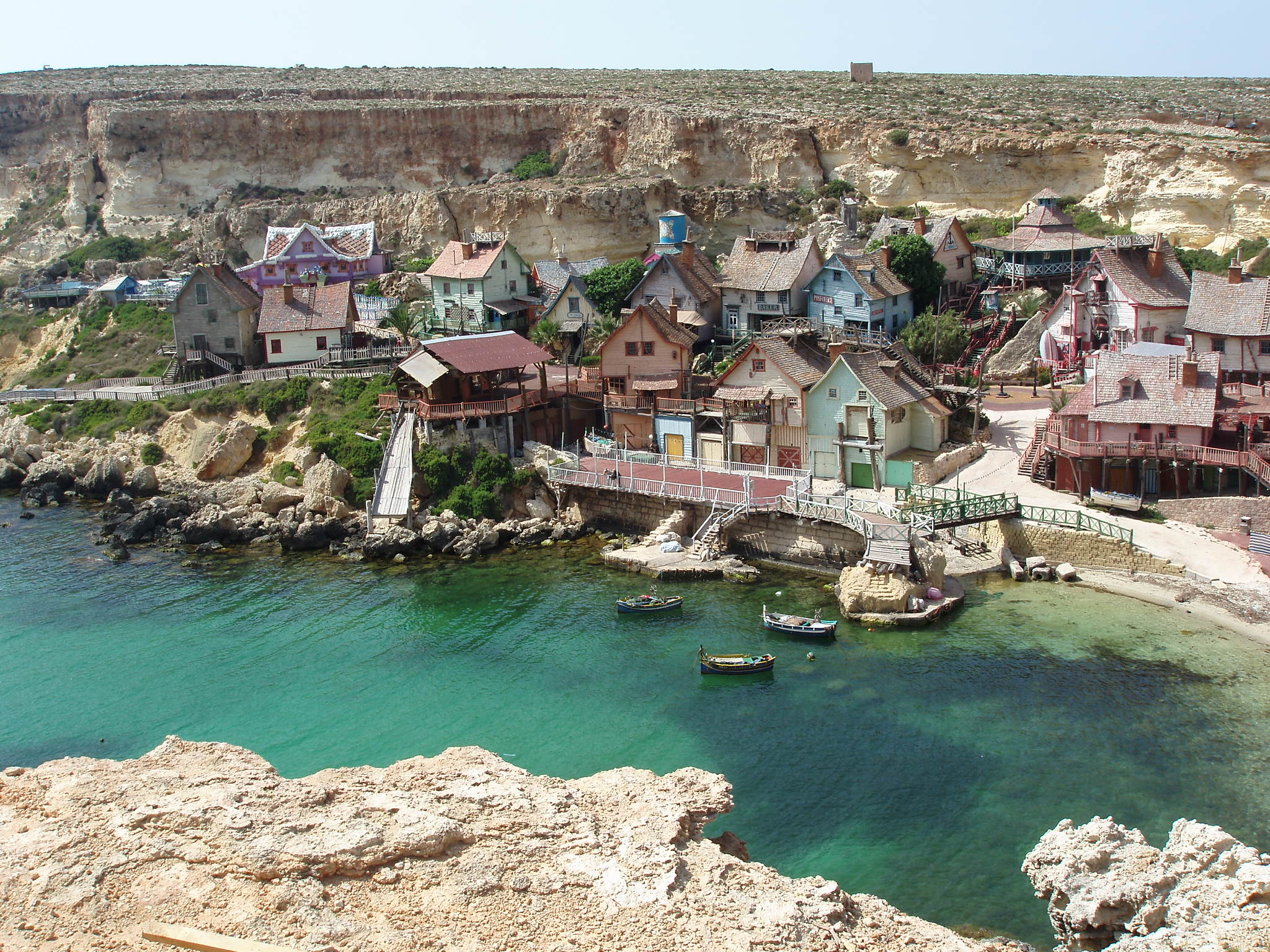

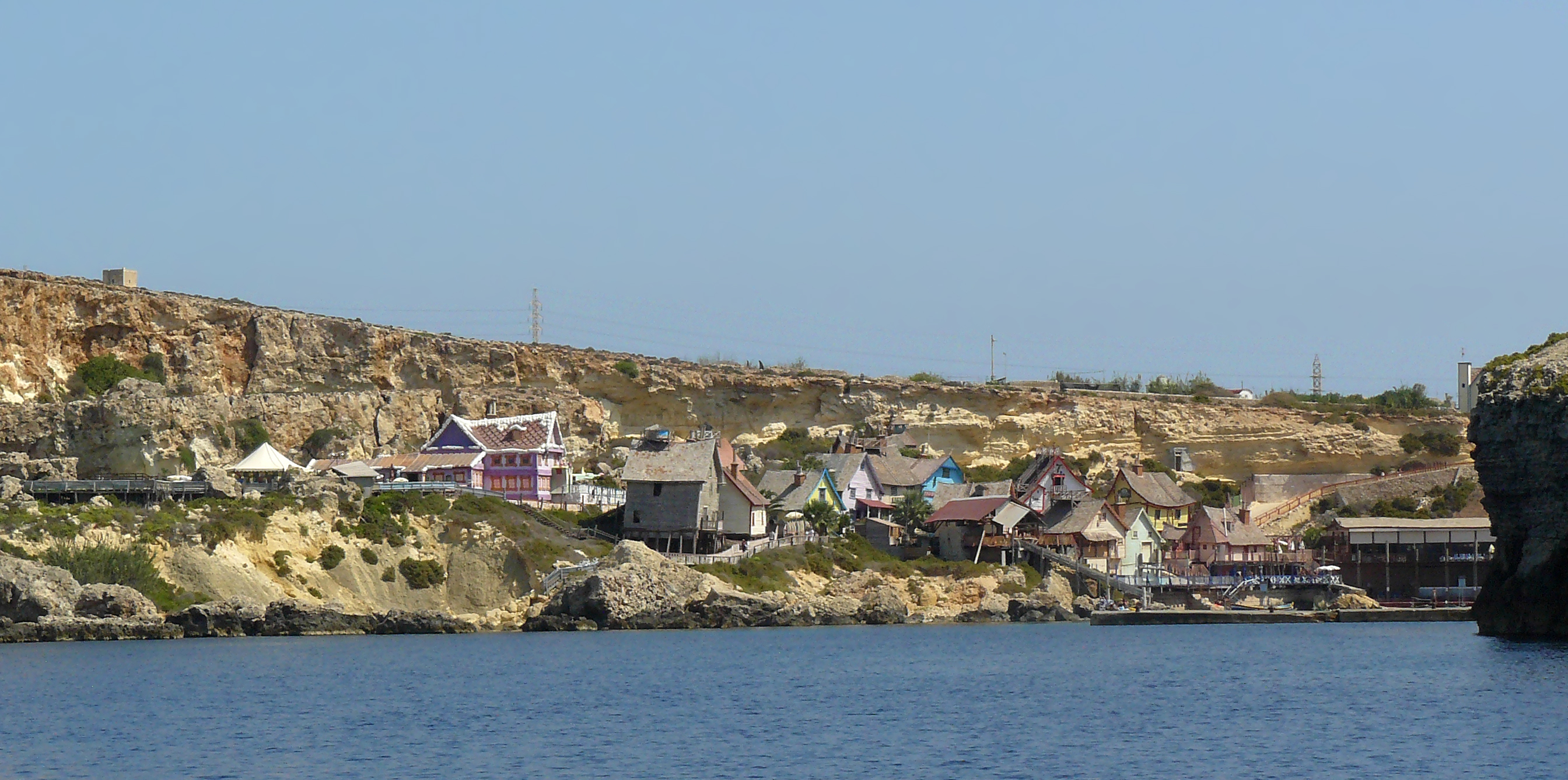
Деревня Попая моряка на Мальте. Вид с моря.

Деревня Попай (англ. Popeye Village) — группа деревянных зданий в бухте Анкор-Бэй на северо-западе острова Мальта, около Меллихи. Изначально была построена для съёмок в 1980-е годы мюзикла Попай, затем стала выполнять функции достопримечательности и комплекса развлечений.

## История
Строительство деревни было начато в июне 1979 года и продолжалось семь месяцев, в результате чего были построены 19 деревянных домов. Сотни брёвен и несколько тысяч досок были импортированы из Нидерландов, а древесина для изготовления крыш — из Канады. При строительстве были использованы восемь тонн гвоздей. Был также построен мол в бухте для защиты от прибоя во время съёмок.
Съёмки начались 23 января 1980 года. Действие фильма происходит в мифической деревне Свитхевен на берегу моря, куда прибывает моряк Попай в надежде найти давно потерянного отца. Хотя фильм рассматривался как провал, деревня остаётся популярной туристической достопримечательностью Мальты.

## Развлечения
Деревня открыта для посещения ежедневно. Кроме собственно домов, построенных для съёмок фильма, там имеется целый ряд развлечений, как то: шоу, музей, игровые залы для детей. Некоторые дома содержат обстановку, сохранившуюся со времен съёмки и имеющую отношение к фильму. Ежечасно в хорошую погоду проводятся двадцатиминутные круизы по бухте.